# Three Little Words
Three Little Words ist ein Popsong von Harry Ruby (Musik) und Bert Kalmar (Text), der 1930 veröffentlicht wurde.

## Entstehungsgeschichte
Das Duke Ellington Orchestra hielt sich Mitte 1930 in Hollywood auf, um an der Musik zu dem Amos-'n'-Andy-Film Check and Double Check mitzuwirken; dies war auch der erste größere Filmauftritt des Ellington-Orchesters. Eine zunächst von Ellington mit dem Emmanuel-Hall-Quintett eingespielte Version von Three Little Words wurde verworfen. Ursprünglich sollte das Lied, das Kalmar und Ruby für das Filmprojekt geschrieben hatten, von Ellingtons Schlagzeuger Sonny Greer gesungen werden, doch Greer hatte großes Lampenfieber, als er in Hollywood ankam, was dann Ellington zwang, die The Rhythm Boys, ein etabliertes Gesangstrio aus Bing Crosby, Harry Barris und Al Rinker zu engagieren. Nach den Probeaufnahmen entschied der Regisseur Melville W. Brown Bing Crosby allein als Vokalisten zu verwenden, doch nur bei der Filmversion. In einer längeren Sequenz des Films sieht man die Trompeter Freddy Jenkins, Cootie Williams und Arthur Whetsol, wie sie kleine Megaphone halten und so tun, als würden sie singen; die political correctness dieser Zeit zwang die Hollywood-Filmindustrie zu dem Zugeständnis, nicht eine weiße Vokalgruppe zu zeigen, die von einem schwarzen Orchester begleitet wird.

## Kennzeichen des Songs
Der 32-taktige und in C-Dur geschriebene Song in der Liedform A1-A1-B-A2 wirkt melodisch nervös und aufgeregt, insbesondere wenn er im heutigen Tempo gespielt wird. Der Song hat erweiterte Harmonien, die als musikalischer Einfluss des Impressionismus auf den Jazz der 1920er Jahre gewertet werden können (wie er auch bei Bix Beiderbecke sichtbar wurde). Der Text handelt von den drei kleinen Wörtern bzw. acht Buchstaben der Liebeserklärung „I love You“, die der Sänger gerne hören würde.

## Erstaufnahme und Coverversionen
Die folgende Aufnahme von Duke Ellington mit seinem Orchester und den Rhythm Boys für Victor Records am 26. August 1930 (Victor 22528) kam im Oktober 1930 auf Position 1 der US-Charts, wo sie drei Wochen blieb; es wurde Ellingtons erster Nummer-1-Hit. Nach dieser Erstversion, die insgesamt dreizehn Wochen in den US-Charts stand, folgten bald erfolgreiche Coverversionen von Jacques Renard and His Orchestra (1930, #3), den Ipana Troubadors (1930, #10), Ethel Waters mit den Dorsey Brothers (1931, #8) und Claude Hopkins and His Orchestra (1934, Orlando Robeson, vocal, #15).
Jazzsänger wie Ella Fitzgerald (1939) Carmen McRae (mit Ernie Wilkins, 1955), Mel Tormé (1996) und schließlich Kevin Mahogany (mit Kenny Barron, 2005) nahmen den Song auf, der aber vor allem aufgrund zahlreicher Instrumentalfassungen zu einem Jazzstandard wurde. Eine frühe Instrumentalversion des Lieds spielte Lester Young 1944 mit den Kansas City Six ein; es folgten Milt Jackson/John Coltrane (Bags & Trane, 1959) und Willis Jackson/Jack McDuff (Together Again, 1965). Weitere Aufnahmen von Pepper Adams, Gene Ammons, Benny Carter, Ron Carter, Art Farmer, Joe Farrell, Bud Freeman, Jan Garber, Stan Getz/Oscar Peterson, Richie Kamuca, Charlie Mariano, Branford Marsalis (Trio Jeepy, 1988), Miff Mole, Jimmie Noone, Les Paul, Sonny Rollins, Bud Shank, Art Tatum und Teddy Wilson zeigen die Beliebtheit von Three Little Words.
Das Lied fand auch Verwendung in dem gleichnamigen Filmmusical von Richard Thorpe mit Fred Astaire und Vera-Ellen aus dem Jahr 1950, das eine Biografie von Kalmar und Ruby war.